# 國際政黨組織
國際政黨組織，又称政党国际，通常是一個由多個國家具有相同理念的政黨組成的國際組織。
目前活躍的主要國際政黨組織：
- 共产党和工人党国际会议，由主張共产主义的世界各國政黨組成。
- 第四国际，由主張托洛茨基主义的世界各國政黨組成。
- 马列主义政党和组织国际会议 (团结和斗争)，由主張霍查主义的世界各國政黨組成。
- 社會黨國際，由主張社会民主主义的世界各國政黨組成。
- 進步聯盟，由主張社会民主主义和进步主义的世界各國政黨組成。
- 全球绿党，由主張绿色政治的世界各國政黨組成。
- 海盜黨國際，由主张信息自由的世界各國政黨組成。
- 國際自由聯盟，由主張自由主義的世界各國政黨組成。
- 自由意志黨國際聯盟，由主張自由意志主義的世界各國政黨組成。
- 中间派民主国际，主要由主張基督教民主主义的世界各國政黨組成。
- 國際民主聯盟，由主張保守主義的世界各國政黨組成。

已解散的著名國際政黨組織：
- 第二国际
- 共產國際